# 岡田弥三右衛門
岡田 弥三右衛門（おかだ やざえもん、永禄11年（1568年） - 承応3年（1654年））は、江戸時代初期の商人で、蝦夷地に進出した近江商人・岡田八十次家の初代とされる。岡田家の当主は代々八十次（やそじ）と称し（八十治と記される資料もある）、本項弥三右衛門を初代の八十次とする記述もある（国史大辞典）が、初代の名乗りは弥三右衛門が正しく、一般に呼びならわされている八十次を称したのは7代目以後とされている。

## 概要
近江国では、六角氏衰退・浅井氏滅亡の後、多くの両氏一族・遺臣が帰農、又は商人へと転じていったが、岡田家も元武士の家柄とされる。岡田弥三右衛門は永禄11年（1568年）の頃、蒲生郡加茂村（現在の滋賀県近江八幡市）に生まれた。
若い頃、安土城下で商売を営んでいたが、本能寺の変後安土城も落城したことから天正14年（1586年）豊臣秀次八幡城築城を契機に八幡城下爲心町に新たに店を設け、その後八幡城の廃城後に町が衰退すると、慶長年間（1596年 - 1615年）に呉服太物を抱えて奥州に行商を始め、八戸を拠点とし、大いに蓄財をなした。
更に松前藩家臣工藤平右衛門の助力を受けて松前（現北海道松前町）に進出し、蝦夷地に呉服・太物・荒物を販売する支店を大松前に開き、屋号を「恵比須屋」とした。後に松前藩の信任を受けて、蝦夷地の千石船を用い海産物を日本海を経由（北前船）して出羽から北陸・上方へと運んだり、蝦夷地における漁場経営や物資の調達を請け負ったりして御用商人として活躍した。弥三右衛門は岡田家の蝦夷地での基盤を作り上げ、慶安3年（1651年）に郷里近江八幡で死去した。
子孫も引き続き、松前の支店を拠点として蝦夷地における近江商人の中心的存在として活動、両浜町人の代表的商家の一つ。岡田家第10代の時には小樽内・古平・礼文・利尻など23ケ所で場所請負を行った。明治4年（1871年）に小樽（旧・小樽内）に支店を移して、12代目・13代目が北海道の開発事業に参加して小樽の町の基盤整備を行ったり、北海道で炭礦や農場を経営したり、更には九州地方でも事業展開を見せたが、当時としては時代よりも進み過ぎた事業も多く経営が苦しくなり、明治34年（1901年）に13代で破産を余儀なくされた。